# Vall de Santa Caterina
La Vall de Santa Caterina és una vall del Massís del Montgrí inclosa enterament dins del terme municipal de Torroella de Montgrí. Està rodejada pel Montplà, el Puig Rodó, el Montgrí, el Puig Carroig, el Puig Roig, el Turó de l'Àguila i el Puig de les Cogullades. L'Ermita de Santa Caterina és la que dona nom a la vall. Sense cursos d'aigua estables la vall drena en direcció oest-est cap a l'antic braç del riu Ter avui resseguit pel Rec del Molí.

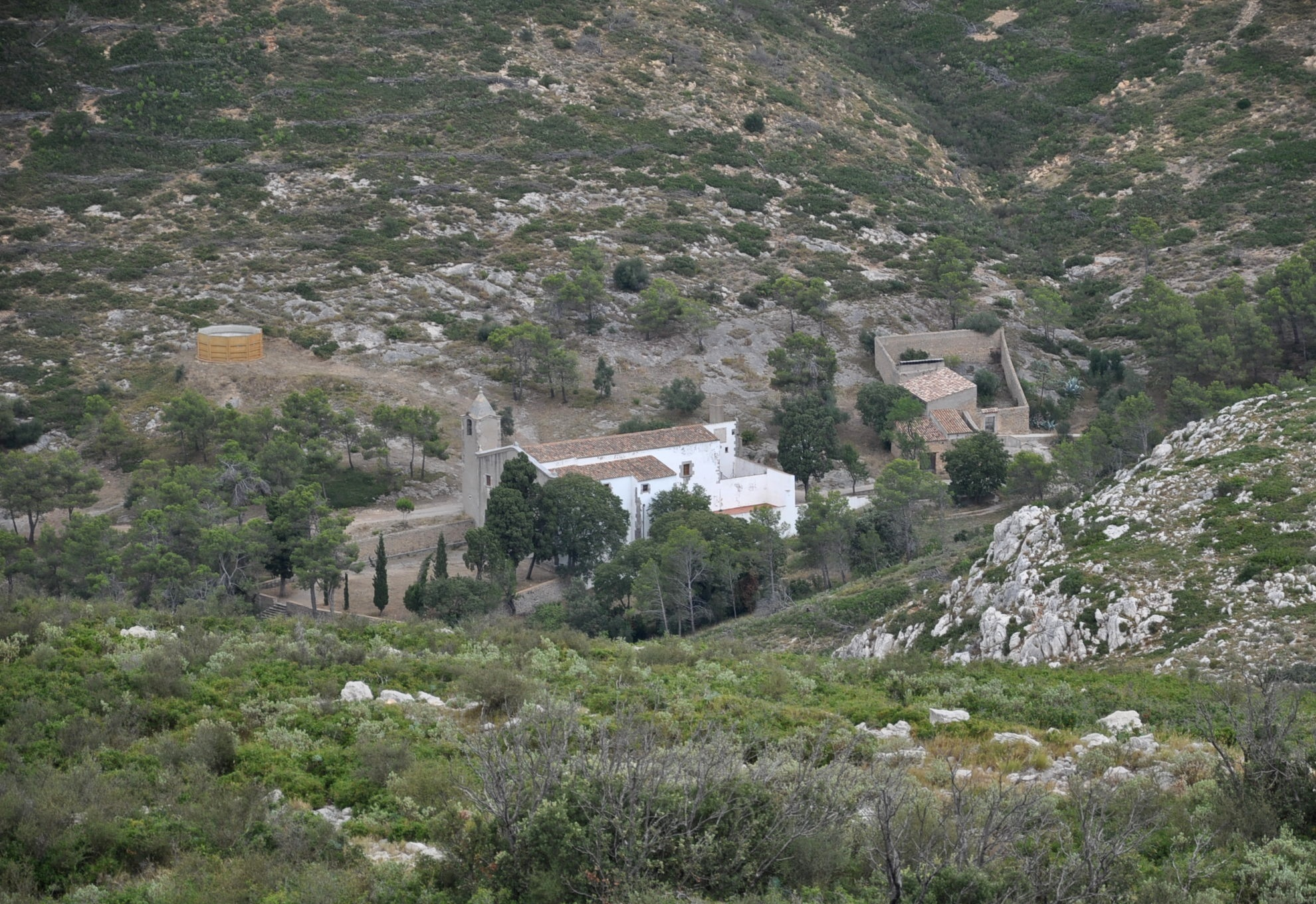
Ermita de Santa Caterina vista des del cim del Montgrí (o muntanya de Santa Caterina).